# Ischnotoma (Icriomastax) nitra
Ischnotoma (Icriomastax) nitra is een tweevleugelige uit de familie langpootmuggen (Tipulidae). De soort komt voor in het Neotropisch gebied.